# The Haunted Oak
The Haunted Oak è un cortometraggio muto del 1904 diretto da Lewin Fitzhamon.

## Trama
Un ragazzino si nasconde in una quercia cava per ingannare un agente e la sua ragazza.

## Produzione
Il film fu prodotto dalla Hepworth.

## Distribuzione
Distribuito dalla Hepworth, il film - un cortometraggio della lunghezza di 23 metri - uscì nelle sale cinematografiche britanniche nell'aprile 1904.
Non si hanno altre notizie del film che si ritiene perduto, forse distrutto nel 1924 quando il produttore Cecil M. Hepworth, ormai fallito, cercò di recuperare l'argento del nitrato fondendo le pellicole.